# Rebecca Staab
Rebecca Ann Staab (Hays, 27 luglio 1961) è un'attrice ed ex modella statunitense, attiva dagli inizi degli anni ottanta con ruoli prevalentemente televisivi.
Tra i suoi ruoli più noti, figurano quello della "donna invisibile" nel film  The Fantastic Four (1994) e quello di Jessie Matthews  nella soap opera  Sentieri  (Guiding Light).

Ha inoltre al suo attivo numerose apparizioni in varie serie televisive statunitensi.
In alcune produzioni, è apparsa con il nome di Rebecca Stabb.

## Biografia

### Vita privata
Per quanto riguarda la vita privata, Rebecca Staab ha avuto una relazione, durata 12 anni, con il collega Shawn Thompson, conosciuto sul set della soap opera Sentieri, dove lui interpretava il ruolo di Simon Hall.

## Filmografia parziale

### Cinema
- Bella, bionda... e dice sempre sì (The Marrying Man), regia di Jerry Rees (1991)
- The Fantastic Four, regia di Oley Sassone (1994)
- Amore al primo... Gulp (Love at First Hiccup), regia di Barbara Topsøe-Rothenborg (2009)
- Love Hard, regia di Hernán Jiménez (2021)
- I Fantastici Quattro - Gli inizi (The Fantastic Four: First Steps), regia di Matt Shakman (2025)

### Televisione
- Quando si ama (Loving) – soap opera (1983)
- Sentieri (Guiding Light) – soap opera (1985-1987)
- Matlock – serie TV, 1 episodio (1989)
- Colombo (Columbo) – serie TV, episodio 9x02 (1990)
- Beverly Hills 90210 – serie TV, 2 episodi (1991)
- Hawaii missione speciale (One West Waikiki) – serie TV, 3 episodi (1994)
- Un detective in corsia (Diagnosis: Murder) – serie TV, 2 episodi (1994-1999)
- Walker Texas Ranger – serie TV, episodio 8x05 (1999)
- Port Charles – soap opera, 6 puntate (2002)
- Nip/Tuck – serie TV, 1 episodio (2004)
- NCIS - Unità anticrimine (NCIS) – serie TV, episodio 2x06 (2004)
- CSI: NY – serie TV, 1 episodio (2005)
- CSI - Scena del crimine (CSI: Crime Scene Investigation) – serie TV, 1 episodio (2006)
- Febbre d'amore (The Young and the Restless) – soap opera, 2 puntate (2008)
- Desperate Housewives – serie TV, 1 episodio (2009)
- Criminal Minds – serie TV, 1 episodio (2010)
- Dexter – serie TV, 1 episodio (2013)
- Tutti insieme per Natale (Road to Christmas), regia di Allan Harmon – film TV (2018)
- (App)untamento per Natale (Mingle All the Way), regia di Allan Harmon – film TV (2018)
- La dolce luce del Natale (Christmas Bells Are Ringing), regia di Pat Williams – film TV (2018)
- Natale allo Starlight (Christmas at Starlight), regia di Gary Yates – film TV (2020)
- The Night Agent – serie TV, episodio 01x05 (2023)

## Doppiatrici italiane
Nelle versioni in italiano delle opere in cui ha recitato, Rebecca Staab è stata doppiata da:
- Alessandra Korompay in Criminal Minds, Love Hard, The Night Agent
- Angiola Baggi in CSI - Scena del crimine, CSI: NY
- Veronica Pivetti in Sentieri[5]
- Bianca Toso in Somewhere Between (ep.2)
- Francesca Zavaglia in Somewhere Between (ep.7-10)